# Găești
Găești est une ville du județ de Dâmbovița, en Roumanie.

## Politique
| Identité               | Période | Période  | Durée |
| Identité               | Début   | Fin      | Durée |
| ---------------------- | ------- | -------- | ----- |
| Dan-Eugen Iacobuță (d) | 2012    | 2016     | 4 ans |
| Grigore Gheorghe (d)   | 2016    | En cours | 9 ans |

| Parti | Parti                                      | Sièges |
| ----- | ------------------------------------------ | ------ |
|       | Parti national libéral (PNL)               | 9      |
|       | Parti social-démocrate (PSD)               | 6      |
|       | Alliance des libéraux et démocrates (ALDE) | 2      |

## Démographie
Lors du recensement de 2011, 93,41 % de la population se déclarent roumains et 1,71 % comme roms (0,19 % déclarent une autre appartenance ethnique et 4,67 % ne déclarent pas d'appartenance ethnique).